# Alfred Kipketer
Pour les articles homonymes, voir Kipketer.
Alfred Kipketer (né le 26 décembre 1996) est un athlète kényan, spécialiste du 800 mètres.

## Biographie
Il se révèle lors de la saison 2013 en remportant la médaille d'or du 800 mètres lors des championnats du monde cadets, à Donetsk, en Ukraine, en 1 min 48 s 01. Son premier tour est chronométré en 48 s 63, soit un temps plus rapide que celui établi par David Rudisha lors de son record du monde, en 2012.
En 2014, il remporte la médaille d'or du relais 4 × 800 mètres lors des premiers relais mondiaux de l'IAAF, à Nassau aux Bahamas, en compagnie de Ferguson Rotich, Sammy Kirongo et Job Kinyor. Fin juillet, à Eugene, il s'adjuge le titre du 800 m des championnats du monde juniors en établissant un nouveau record personnel en 1 min 43 s 95.
Le 14 janvier 2020, il est suspendu provisoirement pour défauts de localisation.

## Palmarès
| Date | Compétition                   | Lieu             | Résultat | Épreuve   | Temps         |
| ---- | ----------------------------- | ---------------- | -------- | --------- | ------------- |
| 2013 | Championnats du monde cadets  | Donetsk          | 1er      | 800 m     | 1 min 48 s 01 |
| 2014 | Relais mondiaux de l'IAAF     | Nassau           | 1er      | 4 × 800 m | 7 min 8 s 40  |
| 2014 | Championnats du monde juniors | Eugene           | 1er      | 800 m     | 1 min 43 s 95 |
| 2015 | Relais mondiaux de l'IAAF     | Nassau           | finale   | 4 × 800 m | DQ            |
| 2015 | Championnats du monde         | Pékin            | 7e       | 800 m     | 1 min 47 s 66 |
| 2015 | Ligue de diamant              | Ligue de diamant | 5e       | 800 m     | détails       |
| 2016 | Jeux olympiques               | Rio de Janeiro   | 7e       | 800 m     | 1 min 46 s 02 |
| 2016 | Ligue de diamant              | Ligue de diamant | 4e       | 800 m     | détails       |
| 2017 | Relais mondiaux de l'IAAF     | Nassau           | 2e       | 4 x 800 m | 7 min 13 s 70 |
| 2017 | Ligue de diamant              | Ligue de diamant | 6e       | 800 m     | 1 min 46 s 27 |

## Records
| Épreuve | Performance   | Lieu  | Date         |
| ------- | ------------- | ----- | ------------ |
| 800 m   | 1 min 42 s 87 | Paris | 27 août 2016 |